# Tanytarsus kamimurai
Tanytarsus kamimurai är en tvåvingeart som beskrevs av Sasa och Suzuki 1998. Tanytarsus kamimurai ingår i släktet Tanytarsus och familjen fjädermyggor. Inga underarter finns listade i Catalogue of Life.